# Xanthocalanus polaris
Xanthocalanus polaris är en kräftdjursart som först beskrevs av Brodsky 1950.  Xanthocalanus polaris ingår i släktet Xanthocalanus och familjen Phaennidae. Inga underarter finns listade i Catalogue of Life.